# Retina (djur)
Retina är ett släkte av fjärilar. Retina ingår i familjen bastardsvärmare.
Enligt Catalogue of Life omfattar släktet tre arter:
- Retina rubrivitta
- Retina subvittata
- Retina vitripennis